# 1969.
◄ | 19. stoljeće | 20. stoljeće | 21. stoljeće | ►
◄ | 1930-ih | 1940-ih | 1950-ih | 1960-ih | 1970-ih | 1980-ih | 1990-ih | ►
◄◄ | ◄ | 1966. | 1967. | 1968. | 1969. | 1970. | 1971. | 1972. | ► | ►►
Arhitektura • Astronautika • Astronomija • Biologija • Film • Fotografija • Glazba • Kazalište • Kemija • Kiparstvo • Knjige • Književnost • Kršćanstvo • Meteorologija • Medicina • Planinarstvo • Politika • Pravo • Promet • Slikarstvo • Strip • Šport • Televizija • Znanost • Zrakoplovstvo • Željeznički promet

## Događaji
- 20. travnja – Charles de Gaulle daje ostavku na mjesto predsjednika Francuske.
- 9. svibnja – Početak rada Radio Študenta.
- 20. srpnja – posada Apolla 11: Neil Armstrong, Edwin 'Buzz' Aldrin i Michael Collins izvela prvo spuštanje na Mjesec (Armstrong, kao prvi čovjek uopće na nekom drugom tlu osim zemaljskog; i Aldrin, dok je Collins upravljao lunarnim modulom u mjesečevoj orbiti).

### Glazba
- 1. travnja – Objavljena vijest da američki rock sastav The Beach Boys tuži izdavačku kuću Capitol Records za dva milijuna dolara neisplaćenih honorara i producentskih naknada[1]
- 24. svibnja – Prilikom nastupa Toma Jonesa u Copacabani u New Yorku, jedna mu žena iz publike baca svoje gaćice, započinjući tako jedan od popularnih i u budućnosti često viđenih rituala

## Rođenja

### Siječanj – ožujak
- 3. siječnja – Michael Schumacher, njemački vozač Formule 1
- 12. siječnja – Robert Prosinečki, hrvatski nogometaš i trener
- 17. siječnja – Tiësto, nizozemski glazbenik i producent
- 28. siječnja – Kathryn Morris, američka glumica
- 11. veljače – Jennifer Aniston, američka filmska i TV glumica
- 15. veljače – Anja Andersen, danska rukometašica
- 15. veljače – Birdman, američki reper
- 17. veljače – Željko Mavrović, hrvatski boksač
- 20. veljače – Siniša Mihajlović, srpski nogometaš i trener († 2022.)
- 24. veljače – Karči Holec, slovenski pisac i novinar
- 28. veljače – Robert Sean Leonard, američki glumac
- 1. ožujka – Javier Bardem, španjolski glumac
- 5. ožujka – Julije Jelaska, hrvatski crtač stripa
- 15. ožujka – Kim Raver, američka glumica
- 16. ožujka – Željko Svedružić, hrvatski znanstvenik
- 17. ožujka - Ilie Bolojan, rumunjski političar
- 27. ožujka – Mariah Carey, američka pjevačica i glumica

### Travanj – lipanj
- 25. travnja – Renée Zellweger, američka glumica
- 2. svibnja – Hrvoje Majić, hrvatski virtuoz na bisernici († 1999.)
- 13. svibnja – Siniša Ružić, hrvatski glumac
- 16. svibnja – David Boreanaz, američki glumac
- 16. svibnja – Tucker Carlson, američki novinar
- 21. svibnja – Vinko Štefanac, hrvatski glumac i TV voditelj
- 27. svibnja – Đani Stipaničev, hrvatski pjevač
- 14. lipnja – Steffi Graf, njemačka tenisačica
- 14. lipnja – MC Ren, američki reper
- 15. lipnja – Ice Cube, američki repper

### Srpanj – rujan
- 5. srpnja – RZA, američki hip-hoper i producent
- 11. srpnja – Gia Milinovich, američko-britanska televizijska voditeljica i spisateljica hrvatskog porijekla
- 24. srpnja – Jennifer Lopez, američka glumica, pjevačica i plesačica
- 25. srpnja – Mirta Zečević, hrvatska glumica
- 31. srpnja – Vedran Mlikota, hrvatski glumac
- 10. kolovoza – Ashley Jensen, škotska glumica
- 11. kolovoza
  - Vanderlei Cordeiro de Lima, brazilski maratonac
  - Sunčana Zelenika Konjević, hrvatska glumica
- 17. kolovoza – Donnie Wahlberg, američki glumac, pjevač i producent
- 18. kolovoza – Edward Norton, američki glumac i redatelj
- 19. kolovoza – Matthew Langford Perry, američki glumac († 2023.)
- 19. kolovoza – Nate Dogg, američki pjevač i reper († 2011.)
- 29. kolovoza – Lucero, meksička glumica, pjevačica i TV voditeljica
- 1. rujna – Mladen Vulić, hrvatski glumac
- 17. rujna – Matthew Settle, američki glumac
- 25. rujna – Catherine Zeta-Jones, velška glumica
- 27. rujna – Jelena Miholjević, hrvatska glumica

### Listopad – prosinac
- 16. listopada – Robert Kolar, hrvatski operni pjevač
- 30. listopada – Nikita, hrvatska pjevačica i glumica
- 4. studenog – Sean Combs, američki producent, reper, glumac
- 10. studenog – Ellen Pompeo, američka glumica
- 16. studenog – Ivana Banfić, hrvatska pjevačica
- 18. studenoga – Davor Janjić, bosanskohercegovački kazališni, televizijski i filmski glumac († 2022.)
- 26. studenog – Krunoslav Jurčić, hrvatski nogometaš
- 30. studenog – Marin Lalić, hrvatski nogometaš
- 4. prosinca – Jay Z, američki reper
- 10. prosinca – Ergün Demir, turski glumac
- 12. prosinca – Barbara Rocco, hrvatska glumica
- 27. prosinca – Nenad Cvetko, hrvatski glumac († 2023.)
- 29. prosinca – Tina Šimurina, hrvatska televizijska novinarka

### Nepoznat datum rođenja
- Snježana Babić-Višnjić, hrvatska književnica

## Smrti

### Siječanj – ožujak
- 3. veljače – Boris Karloff, američki glumac britanskog porijekla (* 1887.)
- 26. veljače – Karl Jaspers, njemački filozof i psihijatar (* 1883.)
- 14. ožujka – Artur Dubravčić, hrvatski nogometaš (* 1894.)
- 28. ožujka – Dwight D. Eisenhower, američki general, političar i predsjednik SAD-a (* 1890.)

### Travanj – lipanj
- 25. travnja – Ante Ercegović, hrvatski biolog, svećenik i oceanolog (* 1895.)
- 5. svibnja – Slavko Ježić, hrvatski književnik, književni povjesničar i prevoditelj (* 1895.)
- 22. lipnja – Judy Garland, američka filmska glumica (* 1922.)

### Srpanj – rujan
- 3. srpnja – Brian Jones, gitarist grupe Rolling Stones (*1942.)

- 5. srpnja – Walter Gropius, njemački arhitekt i teoretičar arhitekture (* 1883.)
- 6. kolovoza – Theodor Adorno, njemački filozof (* 1903.)
- 9. kolovoza – Sharon Tate, američka glumica (* 1943.)
- 25. kolovoza – Harry Hess, američki geolog (* 1906.)

### Listopad – prosinac
- 1. listopada – Joza Kljaković, hrvatski slikar (* 1889.)
- 18. listopada – Ante Ivanišević, hrvatski kipar (* 1905.)
- 3. studenog – Wilhelm Reich, austrijski psihijatar (* 1897.)
- 17. prosinca – Artur da Costa e Silva, brazilski političar i predsjednik (* 1902.)
- 27. prosinca – Milan Katić, hrvatski redatelj i scenarist (* 1900.)

## Nobelova nagrada za 1969. godinu
- Fizika: Murray Gell-Mann
- Kemija: Derek Harold Richard Barton i Odd Hassel
- Fiziologija i medicina: Max Delbrück, Alfred D. Hershey i Salvador E. Luria
- Književnost: Samuel Beckett
- Mir: Međunarodna organizacija rada (ILO)
- Ekonomija: Ragnar Frisch i Jan Tinbergen

## Vanjske poveznice
|  | Zajednički poslužitelj ima još gradiva o temi 1969. |